# Bituruna
Bituruna é um município brasileiro no estado do Paraná.

## História
Bituruna recebeu status de município pela lei estadual n.º 253 de 26 de novembro de 1954, com território desmembrado de Palmas.

## Geografia
Sua população estimada em 2017 era de 16.627 habitantes.